# Палеокастрон
Палеокастрон — руїни сторожового укріплення X—XIII століття, що знаходяться на Південному березі Криму над північно-західною околицею селища Нікіта вище Південнобережного шосе. Назва походить від грец. παλαιός κάστρον — «стара фортеця». Рішеннями Кримського облвиконкому № 595 від 5 вересня 1969 року та № 16 від 15 січня 1980 року (обліковий № 486) укріплення «Палеокастрон» X—XV століття оголошено історичною пам'яткою регіонального значення.

## Опис
Укріплення розташоване на скелястій височині, обмеженій з півдня, заходу і сходу — урвищами висотою 50-100 м, під якими важкопрохідний кам'яний хаос. Доступ на стрімчак можливий тільки з крутого північно-західного схилу, який був перегороджений стіною (нині має вигляд розвалу каменю) завдовжки близько 20 м. Лев Фірсов наводить інші дані: довжина 38 м, нижні ряди кладки, здебільшого зовнішнього панцира, простежуються місцями на довжину до 7 м, за товщини стіни приблизно 1,5 м, а розрахункова висота — 5-6 м. Стіни були складені з великого («брили») буту на вапняному розчині, розміри захищеного майданчика 28 на 12 м, Фірсов наводить розміри 34 на 15 м. Уздовж південної стіни височіють скельні гребені заввишки від 2,5 до 6 м і завширшки від 1 до 7 м (які Петро Кеппен вважав оборонними стінами), а в місці їхнього сходження є вихід до кулуару, колись закладеного парапетом завдовжки приблизно 5 м і завтовшки 1 м із брил на вапняному розчині (подекуди зберігся нижній ряд каміння). Краще збережені стінки перекривали ще дві розколини в північно-західній частині фортеці (загальною довжиною 7 м). Вхід невеликий, розміром із хвіртку, розміщувався в західній стіні на фланзі, до нього ззовні вели кам'яні сходи. Усередині укріплення майданчик доволі круто нахилений на північ, культурний шар відсутній (змитий), не виявлено і слідів будівель. У місцях виносу ґрунту було знайдено уламки середньовічної кераміки (здебільшого черепиці), аналогічної до наборів кераміки з інших південнобережних ісарів. Лев Фірсов припускав, що Палеокастрон був передовим сторожовим пунктом фортеці Рускофіль-Кале, побудованим у X столітті. Докладні археологічні розкопки на укріпленні не проводилися.

## Історія вивчення
Перше повідомлення про існування руїн на пагорбі подав Петро Кеппен у книзі «Про давнину південного берега Криму та гір Таврійських» 1837 року. Вчений (помилково) вважав, що стіни укріплення мають ромбоподібну форму; також Кеппен вказував, деякі ділянки стін складено насухо для можливого скидання каменів на ворога. За Кеппеном, вхід був у північно-західній стіні.
Наступна згадка в науковій літературі належить Миколі Ернсту, який у книжці «Соціалістична реконструкція Південного берега Криму» 1935 року згадував «цікаві залишки середньовічного укріплення Палеокастрон» як можливий туристичний об'єкт, згадував про пам'ятку Микола Рєпніков у статті «Роботи на південному березі Криму» того ж року. Володимир Дяков у статті «Таврика в епоху римської окупації» 1942 року датував Палеокастрон античним часом. Олег Домбровський, також у статті «Середньовічні поселення та „Ісари“ Кримського Південнобережжя», просто згадує укріплення в парі з фортецею на Микитському мисі (Рускофіль-Кале). Найповніший опис пам'ятки подав Лев Фірсов у книзі, що вийшла посмертно, «Ісари — Нариси історії середньовічних фортець Південного берега Криму».